# حبیب‌الله شریف کاشانی
ملا حبیب‌الله شریف کاشانی (۱۳۳۸–۱۲۶۲ قمری) از علما و مجتهدان معاصر شیعه بود.

## زندگی
ملا حبیب‌الله شریف کاشانی در سال ۱۲۶۲ قمری (۱۲۲۴ خورشیدی) در شهر کاشان دیده به جهان گشود. پدرش ملا علی مدد ساوجی (درگذشته ۱۲۷۰ قمری) فرزند رمضان ساوجی نیز از علمای شیعه و مادرش فرزند مرحوم میرزا حبیب‌الله معروف به میرزابابا حسینی نطنزی فرزند میرزا رفیع الدین از شاگردان ملا احمد نراقی بوده است. مرحوم ملا حبیب‌الله می‌گوید:
«جد مادریم میرزا رفیع الدین حسینی نطنزی نام داشت که از علما افاضل بوده و از تألیفات او فقط به کتابی در علم منطق اطلاع یافته‌ام.»
و نیز گفته است:
«با میرزا ابوالحسن کاشانی معروف به مجتهد که از شاگردان ملا احمد نراقی و میرزای قمی است و رساله‌ای در حجیت مظنه دارد از طرف مادر قرابت دارم.»
در سن ۸ یا ۹ سالگی پدرش در ساوه درگذشت و او در کاشان تحت سرپرستی یکی از شاگردان پدر با نام سید حسین کاشانی قرار گرفت.
او در جمع علمای کاشان و در پیشاپیش آزادیخواهان آنجا، نسبت به انتخاب لایحه انجمن‌های ایالتی و ولایتی کاشان حضور یافت.
ملا حبیب‌الله شریف کاشانی فردی زاهد و باتقوا و گریزان از شهرت بود و کراماتی را نیز از وی نقل کرده‌اند. در عین گوشه‌گیری، از فعالیت سیاسی در راستای تحقق احکام اسلامی غافل نبود. از نکات برجسته زندگی وی زهد و ساده زیستی و بی اعتنایی به دنیا و همت بلند اوست. 
او در تاریخ مشروطه کاشان نقش چشمگیری داشته‌است.
این عالم در سن ۷۸ سالگی در روز سه شنبه ۲۳ جمادی الثانی ۱۳۴۰ قمری (اسفند ۱۳۰۰ خورشیدی) در شهر کاشان بدرود حیات گفت. مقبره وی در مزار دشت افروز کاشان واقع است.

## تحصیلات
از همان کودکی آثار نبوغ در ملا حبیب‌الله شریف کاشانی مشهود بود و در سن ۱۶ سالگی اجازه روایت و در سن ۱۸ سالگی به درجه اجتهاد رسید. علاوه بر فقه در زمینه‌های کلام، صرف و نحو، ادبیات، تاریخ، ریاضیات، حدیث، رجال، علوم غریبه، عرفان، تفسیر و اخلاق تبحر داشت.
وی برای کسب علم و دیدار با استادان به تهران، کربلا، گلپایگان و اصفهان مهاجرت کرد. او از هر استادی که کمترین استفاده علمی را برده یا تنها یک جلسه در درس او شرکت جسته یا بین او یا عالمی ملاقات اندکی صورت گرفته از ذکر آن غفلت نکرده و از آن به نیکی یاد نموده است.
ملا حبیب در حدود سی سالگی سفرهای کسب علم را به پایان برده و در کاشان مستقر گردید.

## استادان
- سید حسین کاشانی (۱۲۹۶ ق)
- میر محمدعلی کاشانی (۱۲۹۴ ق)
- شیخ محمد اصفهانی

- ملا محمد اندرمانی تهرانی (۱۲۸۲ ق)
- میرزا ابوالقاسم کلانتر (۱۲۹۲ ق)
- ملاهادی مدرس تهرانی (۱۲۹۵ ق)
- حسین اردکانی حایری، معروف به فاضل اردکانی
- ملا زین العابدین گلپایگانی (۱۲۸۹ ق)
- ملا عبدالهادی تهرانی
- سیدعلی شرف الدین مرعشی (۱۳۱۶ ق)
- میرزا حسین سبزواری

میرزا حسین سبزواری

## آثار
او دارای تالیفات فراوانی بالغ بر ۱۵۷ اثر است. مهمترین اثر وی کتاب فقهی «منتقدالمنافع فی شرح مختصرالنافع» و همچنین کتاب «ریاض الحکایات» از آثار اوست.

### اخلاق
- نصیحت نامه (شعر)
- شکایت نامه (شعر)
- القواعد البانیه
- صراط الرشاد
- البارقات الملکوتیه
- حکم المواعظ
- گوهر مقصود
- مصابیح الصائمین
- مقدمه التعلیم و التعلم

### اصول
- النخبه الرفیعه
- تعلیقات علی مقدمه الفصول
- رساله فی الاستصحاب
- رساله فی حجه الظن
- شرح مفتاح الاصول
- شرح منظومه اصول الفقه
- مراحل الاصحاب

### تراجم
- لباب الالقاب

### ادبیات
- منتخب المقالات من کتاب المقامات
- بدر البلاغه (فی الخطب)
- شرح قصیده حمیری
- شرح لامیه العجم
- منتخب دره الفواص

### تفسیر
- درة الدرر (تفسیر سوره کوثر)
- الانوار السانحه (تفسیر سوره فاتحه)
- بوارق القهر (تفسیر سوره فاتحه)
- تفسیر سوره توحید
- تفسیر سوره جمعه (عربی)
- تفسیر سوره جمعه (فارسی)
- تفسیر سوره فتح
- تفسیر سوره اعلی
- تفسیر سوره ملک

### تاریخ
- تذکره الشهداء

### کلام
- تعلیقات بر اعتقادات صدوق
- شمس المشارق (شرح باب حادی عشر)
- رجوم الشیاطین
- رساله در رجعت
- الجوهر الثمین (شعر)

### فقه
- شرح بر قصاص و دیات مفاتیح فیض
- منظومه فی الفقه
- رساله در افعال حج
- منتقدالمنافع فی شرح مختصرالنافع
- مغانم المجتهدین
- القوال الفصل
- قصاص و دیات
- مجمع الحواشی
- مسائل الاحکام
- مسائل الافعال
- مستقصی مدارک القواعد
- مکاسب
- منتخب القواعد
- ذریعه الاستغنا در مسئله غنا
- رساله در افعال صلوة
- رساله فی تحقیق حکم العصیر
- رساله در رضاع
- رساله فی الشکیات
- رساله فی عدم جواز الصلح عن حق الرجوع مطلقاً
- رساله در مسائل اجتهاد و تقلید
- رساله فی المعاطاه
- رساله فی المعاملات الفضولیه
- رساله فی الارث
- انتخاب المسائل
- ایضاح الریاض
- تسهیل المسالک
- تعلیقه علی تمهید القواعد
- حاشیه بر رساله زینة العباد
- حاشیه بر رساله مجمع المسائل
- حاشیه بر رساله عملیه شیخ جعفر شوشتری
- حاشیه بر رساله آقا باقر بهبهانی

### عرفان
- اسرار العارفین
- ساقی نامه (شعر)
- الکلمات الجذبیه
- تشویقات السالکین
- الدره اللاهوت
- ریاض العرفان (شعر)
- ترجیح پند
- تنبیهات الغافلین (شعر)
- ادبیات و عرفان
- الدرالمکنون (شرح دیوان مجنون)

### نحو
- الوجیزه فی الکلمات النحویه
- منظومه فی النحو
- مصابیح الظلام
- مصابیح الدجی (شرح سیوطی)
- حدیقه الجمل
- حقائق النحو
- دره الجمان (منظومه)
- التذکره فی النحو
- حاشیه بر شرح قطر در نحو

### شرح دعا
- تبصره السائر
- مفتاح السعادت
- معارج (مصاعد) الصلاح
- جذبه الحقیقه
- شرح دعای سحر
- شرح دعاء عدیله
- جنه الحوادث (شرح زیارت وارث)
- شعل الفؤاد
- عقائد الایمان
- الملهمه القدوسیه
- السر المستسر (طلسمات)
- شرح دعاء جوشن صغیر
- شرح دعاء صنمی قریش
- شرح زیارت عاشورا
- شرح صحیفه سجادیه
- اکمال الحجه فی المناجات

### ملل و نحل
- توضیح السبل
- علوم غربیه
- القواعد الجفریه
- رساله فی علم الجفر
- اصطلاحات اصحاب الجفر

### تجوید
- العشره الکامله

### شعر
- ساقی نامه (مدح امیرالمؤمنین)
- القصائد
- گلزار اسرار
- فضائل اهل بیت علیهم السلام
- ذریعه المعاد
- وسیله المعاد
- مجالس ابرار
- شرح الاربعین

### متفرقه
- کشف السحاب (شرح خطبه شقشقیه)
- النخبه المجموعه
- قوامیس الدرر (در دو جلد)
- لباب الفکر (منطق)
- هدایه الضبط (در علم خط)
- نخبه البیان (علم بیان)
- منظومه فی الصرف (صرف)
- جمل النواهی (شرح حدیث)
- توضیح البیان فی تسهیل الاوزان (مسائل ریاضی)
- رساله در آداب روز جمعه (فقه و اخلاق)
- فضائل و آداب اعیاد شرعیه (فقه و اخلاق)
- شرح القصیده المخمسیه
- شرح قصیده الخمسه
- شرح قصیده الفرزدق
- شرح مناجات خمسه عشر
- فضیحه اللئام
- الفهرست
- فهرست الامثال
- قبس المقتبس (شرح حدیث)
- لب النظر (منطق)
- المقالات المخزونه
- منتخب الامثال (امثال)
- منتخب قوامیس الدرر
- اسرار الانبیاء (حدیث)
- اسرار حسینیه
- اصطلاحات الصوفیه
- خواص الاسماء (شرح اسماء)
- دیوان اشعار
- رباعیات
- رساله فی معنی الصلوات علی‌محمد
- رساله فی علم المناظره (مناظره)
- ریاض الحکایات (داستان)
- منتقد المنافع فی شرح مختصر النافع